# Ultimate Akademie

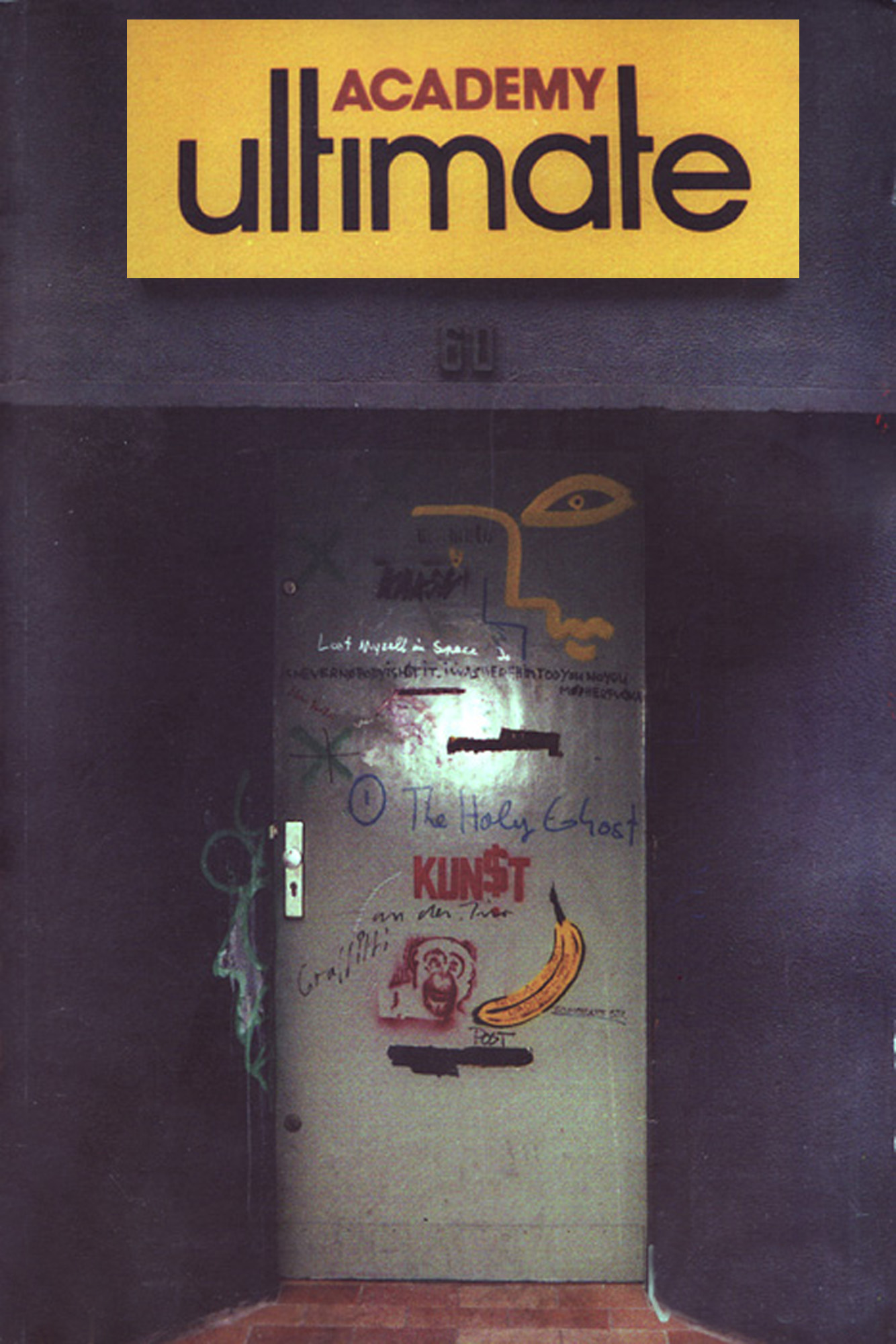
Ultimate Akademie Kunstverein

Die Ultimate Akademie war ein Kunstprojekt in Köln, das sich der Vermittlung zeitgenössischer Kunst widmete. Zwischen 1987 und 1999 befand sich das Organisationsbüro des gemeinnützigen Vereins in der Mozartstraße 60 in Köln, von 1999 bis 2009 im Weyertal 84. Nicht zuletzt durch ihre Gründer Al Hansen und Lisa Cieslik und durch die Kooperation mit Künstlerkollegen wie Benjamin Patterson, Phillip Corner, Dick Higgins oder Takako Saito war die Anknüpfung an Fluxus bestimmend. Zahlreiche, auch internationale Kooperationen wurden aus diesem Netzwerk entwickelt.

## Geschichte
Gegründet wurde die UA von Al Hansen und Lisa Cieslik. Der Name bezieht sich auf eine Idee Al Hansens, eine Akademie zu gründen, bei der alle Mitglieder selbst Professoren sind. Im Büro Mozartstr.60 in Köln kam es 1987 zur Niederlassung und Eröffnung des ersten offiziellen Büros der Ultimate Akademie.
In den ersten Jahren standen Gruppenausstellungen im Mittelpunkt. Neben thematischen Präsentationen wurden vor allem in den Räumen der Mozartstraße gemeinsame Aktions- und Performanceabende inszeniert.
Ab 1990 verlagerte sich das Interesse auf Einzelpräsentationen. Nach dem Konzept „One Artist Show“ wurde die Arbeit ausgewählter Mitglieder der Ultimate Akademie vorgestellt.
1992 wurde das Staubüro Köln eröffnet, eine Kooperation mit Claudia Pütz, Bonn. Bis 2012 erschien jährlich regelmäßig die Publikation DER STILLSTAND. Neben der Ausstellungstätigkeit stand die Organisation von Kursangeboten im Mittelpunkt.
Bei der Beteiligung an „Piazza Virtuale“, einem Medienprojekt der Documenta IX, fanden über die Dauer der Dokumenta regelmäßig Performanceaktivitäten der Mitglieder der Ultimate Akademie über einen „entry point“ im Kölner Kunstraum „Moltkerei Werkstatt“ statt. Sie wurden über Satellit in einen gemeinsamen Medienpool eingespielt und standen über einen Fernsehkanal dem Publikum des Medienprojekts zur Verfügung.
Das „Ultimate Akademie Video Cafe“, präsentierte eine Sammlung von Videos internationaler Performance- und Aktionskünstler.
In den Jahren 1991–1995 wurden in den „ultimate lectures“ regelmäßig Kursangebote und Vorträge realisiert, wie z. B. „door-to-door-sales“ von Alice Kinser und Andrew Walther, die zwischen künstlerischer Aktion und Weiterbildungsangeboten positioniert waren.
1994 startete die Ultimate Akademie eine Kooperation mit dem Kölner „Urania-Theater“. Die Pilotveranstaltung war der Performanceabend 100 Performances. Rund 50 Performer hatten die Gelegenheit, in jeweils nur einer Minute ihre Performance zu präsentieren. Daraufhin wurden 1995/96 monatlich thematisch orientierte Performance-Abende von der Ultimate Akademie im Urania-Theater veranstaltet. Ebenfalls dort fand 1995 das Interaktive Performance-Menue statt, eine Kombination von permanenten Performance-Auftritten und einem Menüangebot.
Unter dem Arbeitstitel „One day of my life in a box“ lud die Ultimate Akademie 1996 ca. 120 Künstlerinnen und Künstler aus verschiedenen Network-Strukturen ein, an einem Kommunikationsprojekt teilzunehmen. Um einen realen, praktikablen Dialog der Kulturen zu ermöglichen, wurde die klassische Form der Mail-Art eingesetzt.
Mit den beiden ART-Bingo-Veranstaltungen 1995 und 1996 zeigte die Ultimate Akademie ihren experimentellen Grundcharakter. Eine Ausstellungslotterie realisierte aus offiziell genehmigten Losverkäufen zwei Ausstellungen als Gesamtkonzept, von Ziehung über Vernissage bis hin zur Katalogerstellung.
Abgeschlossenen wurden die ersten zehn Jahre der Tätigkeit der UA mit der Präsentation des Katalogs „ultinet.art“ im Kölner Chapel Art Center.

### Nach Al Hansen
1999 wurde das Organisationsbüro aus der Mozartstraße in die neuen Räume Weyertal 84 verlegt. Von dort aus wurde die Arbeit des Instituts in eine neue, weitere Phase geführt. Neben der Weiterentwicklung der Publikationsarbeit des „Stillstand“-Projekts waren es vor allem Performance-Konzepte, die nun im Vordergrund standen. Ein Austausch mit dem Artoll-Labor in Bedburg gab 2000 den Anstoß das Performance-Netzwerk zu erweitern. Die Kooperation „Graz-Performance“ mit KAVN, Graz, organisierte in Zusammenarbeit mit der Kulturhauptstadt Europas 2003 einen Austausch mit der UA: Ein Jahr lang fanden an neun Kölner Kunstorten (u. a. Moltkerei, Galerie Rachel Haferkamp, BBK-Köln) insgesamt 24 Performance-Abende statt, die auf Video dokumentiert jeweils zeitversetzt zwei Tage später in Graz präsentiert wurden.
Bis 2012 fanden auch in Kooperation mit der Kölner Galerie Rachel Haferkamp regelmäßig Performance-Events zum jährlichen Erscheinen des „Stillstand“-Magazins statt.
Insgesamt hat die Ultimate Akademie in 25 Jahren die Entwicklung der Kölner Kunstszene mitgeprägt. Neben zahlreichen Aktivitäten in den Galerieräumen in der Mozartstraße in den späten 1980er und frühen 1990er Jahren wirken vor allem die Performance-Konzepte, zum Teil stilbildend, bis in die heutige Zeit nach. Als Netzwerk hat sich der Einfluss über nationale Grenzen hinaus entwickelt und an der Positionierung Kölns als Kunstmetropole in den 1990er Jahren mitgewirkt.
Seit 2019 werden Dokumente, Fotografien und Videoaufzeichnungen der Ultimate Akademie vom Zentralarchiv für deutsche und internationale Kunstmarktforschung ZADIK archiviert.

## Ausstellungen
- zwischen 1987 und 2009 kontinuierliche Ausstellungstätigkeit u. a.:
- 1987 „Schlachtenmalerei“/ Norman Junge
- 1988 „Ohne Titel“, Andreas Fasbender, Elmar Jungherz, Pietro Pellini, Bernhard Peters
- 1988 „Parallel“, Al Hansen, Cap Grundheber, Lisa Cieslik, Axel Brand, Lu Court, RADAN VISION, Ralf Bageritz, Pietro Pellini
- 1988 „Documenta Banana“, Der Bananensprayer, Yola Berbesz, Axel Brand, Inge Broska, BUSY GANG, Gisela Cardaun, CHOUCHOU, Lisa Cieslik, Mario Espe, Johanna Farina, Al Hansen, Klaus Kästle, Pietro Pellini, Hans-Jörg Tauchert, Matilda Wolf
- 1989 „Kein Zufall“, Andrea Bakos, Amadeo Balestrieri, Brand/Thom, Inge Broska, Lisa Cieslik, Shahin DE HEART, Al Hansen, Ruth Jäger, R.J.Kirsch, Giggi Knäpper, Marcus Krips, Rick E. Loef, PARZIVAL, Pietro Pellini, Bernhard Peters, RADAN, Robert Reschkowski, Theresa Stoffel, H.J.Tauchert, Ralf Vormbusch, Norbert Willing, Jo Zimmermann
- 1991 „Geld ist Energie“ Yola Berbesz, Roland Bergere, Bernd v.d. Brinken, Christian DE BIE, Petra Deus, Norbert Kasprzyk, Ruth Knecht, Ruth Knecht, Jörn Loges, PARZIVAL, Pietro Pellini, Enno Stahl, Theresa Stoffel, H.J.Tauchert, Sabine Thom, Ralf Vormbusch, Jo Zimmermann
- 1992 „TATA OST“/ Leipziger Editionen u. a.: Tobias E. Ellmann, Carsten Busse, Jan Wawrzyniak, Irene Kiele
- 1993 „Auf Nasenhöhe“/ GA [Geruchsausstellung] nach einem Konzept von R.J.Kirsch mit Yola Berbesz, Roland Bergere, Inge Broska, Bernd v.d. Brinken, Uli Göken/ Jo Zimmermann, Rolf Hinterecker, Anja Ibsch, Pia Janssen, Jörn Loges, Pietor Pellini, Enno Stahl, Theresa Stoffel, H.J.Tauchert
- 1993 „dokumenta MIKRO Fair“, Birgit Berger, Martina Braun, Flick/Bergére, Lisa Cieslik, Carsten J.Boehm, Broska/Tauchert, Wolfgang Freund, Al Hansen, Gabriele Jahnke, Werner Galow, Hammes/Meiner, Ibsch/ Stahl, Heike Kern, Kerstein, Knecht, Markus Lenzen, Parzival, Pellini/Berbesz, PSY, Beate Ronig, Corinna Schneider, Solitaire Factory, Walter Stehling, Susanne Veit, Zimmermann
- 1995 „URBAN Ro/uT(ES) – Die Stadt als Buch I. Köln-Neustadt“
- 1996 „One day of my life in box“, Bangkok, KONZ:office for global affairs, NET ART, Goethe-Institute, Bangkok, Helen Michaelson unter anderem mit: Scully Acosta, Kinser, Walther, Bodo Berheide, Budhette University, Armin Bardel, Hella Behrends, Birgit Berger, Michael Berger, Bergere, Berbesz/ Pellini, Broska//Tauchert, Cracker Jack Kid (Chuck Welch), Theresa Drache, Barbara Ellmerer, Knopp Ferro, Nini Flick, Wolfgang Friederich, Ken Friedman, Gillian Gocking, Nicole Guiraud, Karla Götze, Volker Hamann, Reinhard Hammann, Mayumi Handa, Waldemar Heppner, Tom Hesterberg, Hinterecker, John Hopkins, Ibsch, Birger Jesch, Wolf Kahlen, Siglinde Kallnbach, Daniela Kieß, Ruth Knecht, Vollrad Kutscher, Silvia Langhoff, Ruggero Maggi, Christa Manz-Dewald, Nimal Mendis, Hiroko Nakajima, Anna Nomrowski, Ulrike Oeter, Jürgen O. Olbrich, Susanne Pareike, Ben Patterson, Elvira Reith, Petra Runge, Karla Sachse, Shozo Shimamoto, Judith Scherer, Jürgen Schön, Margret Schopka, Enno Stahl, Christoph Steeger, Inge Steinebach, Bernd Stellmacher, Helmut Sturm/Franz Voigtländer, Marianne Tralau, Wolfgang Vincke, Dietmar Vollmar, Dascha Verne /Michael Zepter, Carola Willbrand, Michael Wittassek, Arahmaiani, Nuttaphon Chaichana, Porntip Caipimansri, Thanom Chapakdee, Angelika Chotikapanich, Sivaporn Chottkapanich, Surachai Ekphalakorn, Maitree Homthong, Wonek Juntalatip, Kosit Juntaratip, Charlemchat Jarandeeying, Sunthorn Kanjanasuwan, Morakot Ketklao, Naraporn Kheaewnonchai, Pathom Levttawewit, Sudarat Lowitayamone, Ronnakorn Maleevat, Piyaporn Mongkholsilp, Varsha Nair, Mink Nopparat, Phisan/Paisan Plienbangchang, Katheleya Poasri, Dounghatai Pong Prasit, Thatree Pokavanich, Mana Poopichit, Chaiprasit Ruengrongsorakrai, Samhita, Athit Sarnapjrja/Sranpiriya, Vasan Sitthiket, Angela Srisomwongwathana, Toeingam Srisubut, Manit Sriwanichpoon, Kulasiri Suebnukarnwattana, Titapol Suwankusolsong, Sirima/Surima Thiengtam, Montri Toemsombat, Praphan Treerayapnat, Piya Wisutpraphanont
- 1996 „Ultinet.art“ – UA im Chapel Art Center – 10 Jahre Ultimate Akademie
- 1999 „Der STILLSTAND #8“
- 2001 „Der STILLSTAND #9“
- 2002 „Der STILLSTAND #10“, 10-jähriges Jubiläum, zu Gast in der Galerie Rachel Haferkamp, Köln

## Aktionen
- 1992 Eröffnung des Staubüro Köln / Gründung der „Staufreunde n. e. V.“ (Konz.: Claudia Pütz, Tauchert/ Broska)
- 1993 „100 Performances“/ MM, Urania-Theater, CAP/Grundheber, Kirsch, Vormbusch, Olga da Laska, Bergère, Knecht, Busse, Drache/Stoffel/Möbius, Tom Toys, Rolf Persch, Flick, Trixi Weis, Pokoyski, Bernhard peters, Ibsch, solitaire factory, Wauer, Sam Dekker, Tom Koesel, Wolf, Fietse Nowitzki, Zimmermann, Ronig, Rick E. Loef, Soumaré-Lay, Meiner, Hammes, Hansen, Susanne Helmes, Stahl, SMR Motamedi, Broska, Kerstein, Thomas F. Fischer, Tauchert, Ingo Gräbner, Rudolf Hoffmann, Johannes Hamm, Ro.Ka.Wi., Siglinde Kallnbach, Parzival, von den Brinken, Robert Reschkowski, Steponka Sunlowa, Frank Gerbothe, Rolf Hinterecker, Helena villalobos, knopp ferro, Guido Vogt
- 1995 „Art-Bingo“, Ausstellungslotterie mit öffentlicher Ziehung
- 1995 „Performance à la carte“, Rheinschiff „Helvetia“, Scoli Acosta, Birgit Berger, Inge Broska, Lisa Cieslik, Petra Deus, Theresa Drache, Nini Flick – Roland Bergere, GEBRÜDER KUNST, Benjamin Patterson, Phillip Corner, Volker Hamann, Susanne Helmes, Rolf Hinterecker, Anja Ibsch, Roland Kerstein, Siglinde Kallnbach, Alice Kinser, Andrew Walther, R.J.Kirsch, Tom Koesel, Ruth Knecht, Jürgen Raap, Robert Reschkowski, Beate Ronig, Takako Saito, Enno Stahl, H.J.Tauchert, Carola Willbrand, Peter Wolf
- 1995 „Kriegsspiele“/(Urania-Theater)S.M.R.Motamedi, Thomas F. Fischer, PARZIVAL, Beate Ronig, Dietmar Pokoyski, R.J.Kirsch, Boris Nieslony, Jo Zimmermann, Peter Wolf, Abdoulaye Soumaré/CAP Grundheber, Volker Hamann,
- 2002 „Der STILLSTAND #10“, Performance-Programm in der Galerie Rachel Haferkamp, Köln
- 2003 „GrazPerformance“, 24 Performances, 12 Monate, 9 Orte
- ab 2004 jährliche Präsentation der aktuellen Jahresausgabe „DER STILLSTAND“ mit Ausstellungen Performances und Aktionen
- 2007 „InfoStand“ mit Performance-Programm, tease art cologne

## Belege
1. ↑  Protokoll der Mitgliederversammlung 12/1999 | http://www.ultimateakademie.de/rundbriefe_protokolle/1_12_1999.pdf
2. ↑  Konsumrealismus
3. ↑  DER STILLSTAND | http://www.derstillstand.de
4. ↑  Documenta IX | Dokumenta-Ausstellung 1994
5. ↑  "Urania-Theater" | http://ultimateakademie.de/urania.php
6. ↑  "100 Performances" | http://ultimateakademie.de/100.php
7. ↑  "Interaktives Performance-Menue" | http://ultimateakademie.de/performancemenue.php
8. ↑  "One day of my life in a box" | http://www.ultimateakademie.de/life_in_a_box.php
9. ↑  ArtBingo | http://www.koelnlink.de/ultimateakademie/artbingo/
10. ↑  ultinet.art | http://koelnlink.de/ultimateakademie/pdf/ultinetart.pdf
11. ↑  Kulturhauptstadt Europas 2003 | Archivierte Kopie (Memento des Originals vom 27. Januar 2006 im Internet Archive)  Info: Der Archivlink wurde automatisch eingesetzt und noch nicht geprüft. Bitte prüfe Original- und Archivlink gemäß Anleitung und entferne dann diesen Hinweis.
12. ↑  Presseecho | http://ultimateakademie.de/presseecho.php
13. ↑  ZADIK | https://zadik.uni-koeln.de/homepage/default.aspx?s=343